# 路易·尼倫伯格
路易·尼倫伯格（英語：Louis Nirenberg，1925年2月28日—2020年1月26日）或稱路易斯·尼倫伯格，加拿大美國籍猶太裔數學家，他被認為是20世紀最傑出的分析學者之一。在線性和非線性偏微分方程的應用到複分析和幾何學上都有重要貢獻。

## 生平
1925年，尼倫伯格在加拿大安大略省的哈密爾頓出生。在麥基爾大學獲得學士學位後，1949年於紐約大學獲得博士學位，跟隨詹姆斯·斯托克。隨後在紐約大學做了兩年博士後，1951年成為紐約大學教授，1957年成為正教授，到1999年退休。2010年，英屬哥倫比亞大學授予理學榮譽博士學位。
2020年1月26日，尼倫伯格逝世，終年94歲。

## 學術榮譽
尼倫伯格獲得相當多的殊榮，包括克拉福德獎、博謝紀念獎、杰弗裡 - 威廉姆斯獎、美國國家科學獎章、陳省身獎章、美國數學學會會士、阿贝尔奖等。

## 延伸閱讀
- Gagliardo–Nirenberg–Sobolev不等式
- Gagliardo–Nirenberg插值不等式（英语：Gagliardo–Nirenberg interpolation inequality）